# Joaquim Cruz
Joaquim Carvalho Cruz (1963. március 12. –) olimpiai bajnok brazil atléta, középtávfutó. Három különböző számban tart nemzeti rekordot. 1000 méteren szabadtéren és fedett pályán, míg szabadtéren 800 méteren is a brazil csúcs birtokosa.

## Pályafutása
13 évesen kezdte futókarrierjét. 15 évesen már 1:51 alatt futotta a 800 métert, 1981-ben pedig 1:44,3-del új junior világrekordot futott ezen a távon.
1983-ban részt vett az első atlétikai világbajnokságon, ahol Willi Wülbeck és Rob Druppers mögött harmadik, bronzérmes lett 800-on. A következő évben 800-on és 1500-on is megnyerte az amerikai egyetemi bajnokságot.

### Los Angeles-i győzelem
1984-ben szerepelt első alkalommal az olimpiai játékokon. Los Angelesben két versenyszámban, 800-on és 1500-on indult. Előbbin veretlenül jutott a döntőbe, ahol 0,5 másodperccel javította meg Alberto Juantorena olimpiai rekordját és lett aranyérmes a világrekord tartója Sebastian Coe és Earl Jones előtt. Adhemar Ferreira da Silva 1956-os sikere óta ez volt az első atlétikai brazil arany.
Győzelme után négy nappal 1500-on is megnyerte az első futamot, a folytatástól azonban visszalépett megfázásra hivatkozva.

### Az arany után
Napokkal az olimpia után 2:14,09-dal új dél-amerikai rekordot futott 1000 méteren Nizzában. Hat nappal ezt követően 800-on is kontinensrekordot ért el. E két csúcs máig él.
Az 1987-es pánamerikai játékokon megnyerte az 1500 versenyét.

### Szöul, majd hanyatlás
Szöulban ismét a két középtávhosszú számban állt rajthoz. A címvédés nem sikerült, miután 0,35 másodperccel alul maradt a kenyai Paul Erengel szemben a 800 méter döntőjében. 1500-on ezúttal csak a hetedik lett saját futamában az előfutamok alatt.
Egy Achilles-ín sérülés miatt többé nem került vissza a nemzetközi élvonalba. Utolsó jelentős sikere az 1995-ös pánamerikai játékokon volt, ahol nyolc év után ismét megnyerte az 1500-as számot. 1996-ban még jelen volt ugyan az atlantai játékokon, ahol egyedül 1500-on indult, de már az előfutamon kiesett.

## Egyéni legjobbjai
| Versenyszám           | Időeredmény  | Helyszín  | Dátum               |
| Szabadtér             | Szabadtér    | Szabadtér | Szabadtér           |
| --------------------- | ------------ | --------- | ------------------- |
| 800 méteres síkfutás  | 1:41,77 s AR | Köln      | 1984. augusztus 26. |
| 1000 méteres síkfutás | 2:14,09 s AR | Nizza     | 1984. augusztus 20. |
| 1500 méteres síkfutás | 3:34,63 s    | Hengelo   | 1988. augusztus 14. |
| 1 mérföldes síkfutás  | 3:53,00 s    | Westwood  | 1984. május 13.     |
| Fedett                |              |           |                     |
| 1000 méteres síkfutás | 2:16,99 s NR | Stuttgart | 1989. február 12.   |

magyarázat: AR = kontinensrekord, NR = nemzeti rekord